# CeNARD

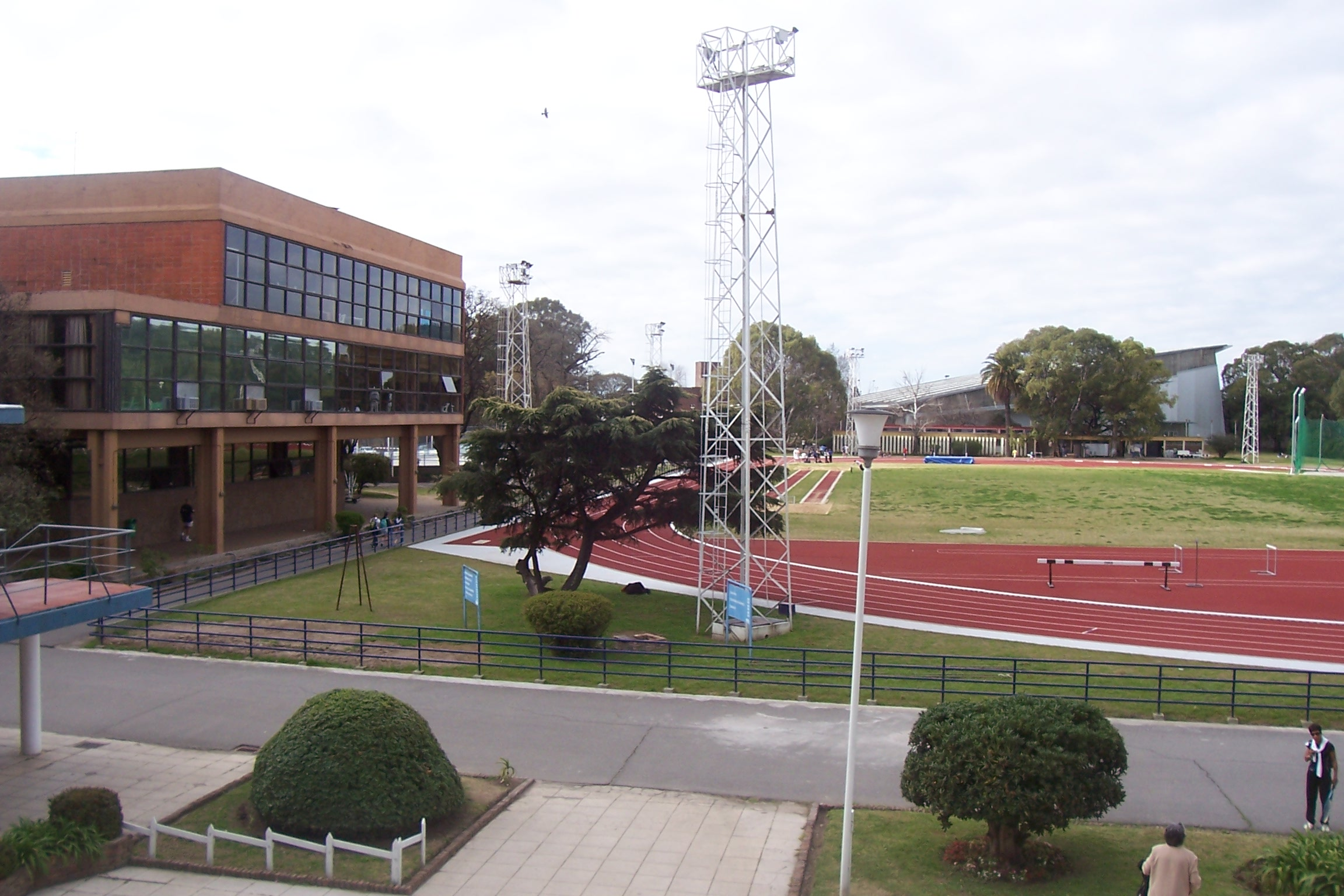
Pista de atletismo e o edifício principal do CeNARD

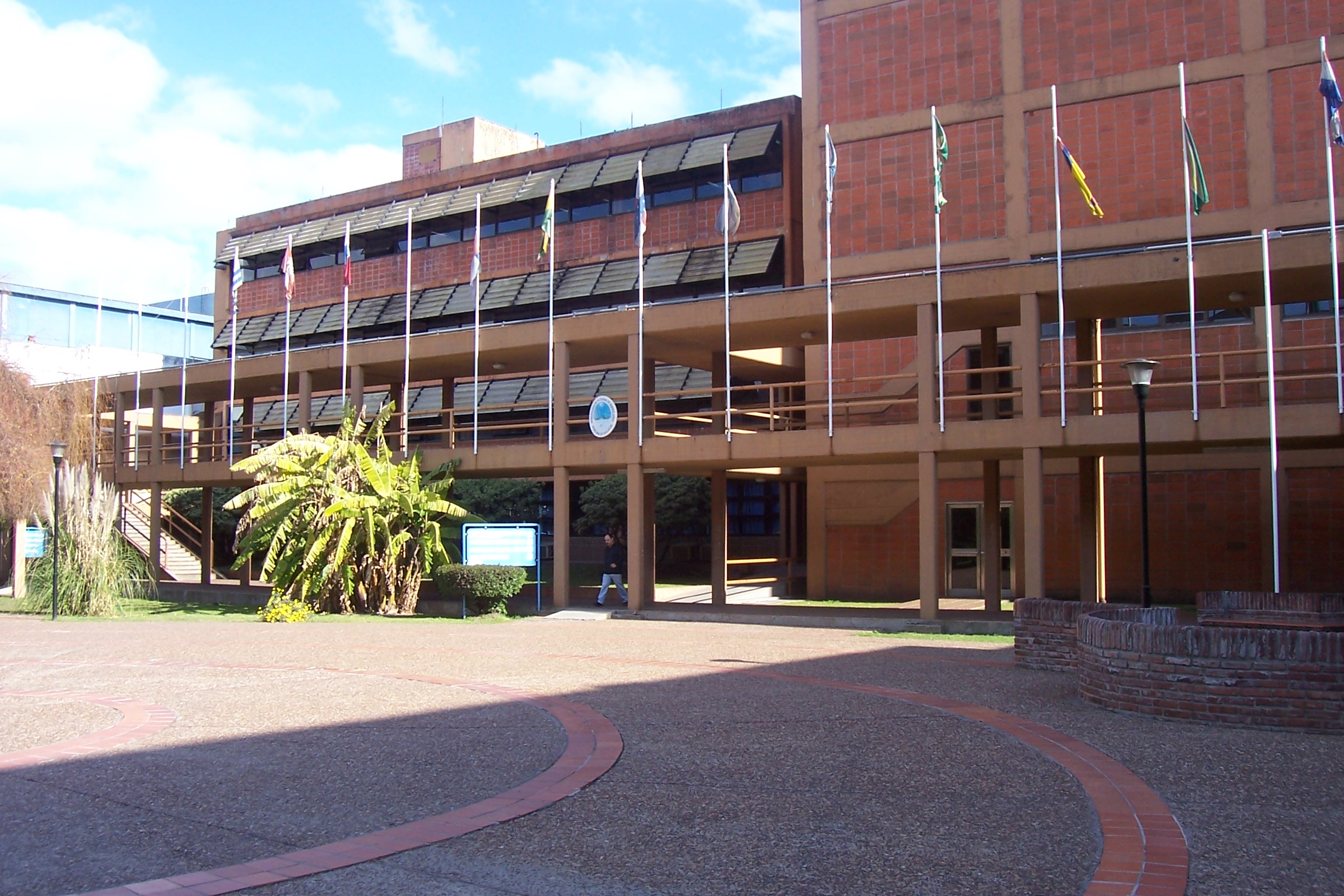
O CeNARD durante os Jogos Sul-Americanos

O Centro Nacional de Alto Rendimento Desportivo (CeNARD) localiza-se no bairro de Núñez em Buenos Aires. Construído na década de 1950, é o local onde os desportistas de alta competição e muitos dos atletas internacionais da Argentina se treinam. Pertence à Secretaría de Deporte de la Nación.
As suas origens remontam a 1954, quando Juan Domingo Perón governava o país. O espaço começou por se destinar a actividades desportivas da Unión de Estudiantes Secundarios (UES), mas um ano mais tarde, com a Revolução Libertadora, é progressivamente abandonado e vai ficando deteriorado. Só na década de 1990 é que se começa a tornar o cento desportivo que é actualmente, graças à "inspiração" do secretário dos Desportos com o Centro de Alto Rendimento espanhol, aquando dos Jogos Olímpicos de 1992.

## A infraestrutura
Com um área de 115 mil metros quadrados, o CeNARD inclui instalações ao ar livre e cobertas para a prática de modalidades tão diversas como ténis, atletismo, futebol, natação (piscina olímpica coberta), basquetebol, voleibol ou hóquei em campo, entre outros. Tem um laboratório de controlo anti-doping desde 1992.

## Actividades
Além de ser usado para treinos pelos desportistas de alto nível e internacionais argentinos, o Centro acolheu já diversas competições, sendo o local de várias modalidades nos Jogos Sul-Americanos de 2006. Foi também palco em mais de uma edição dos Jogos Nacionais Evita, a última das quais em 2014, e dos Jogos Juvenis Para-Pan-Americanos de 2013.